# Compatible Time-Sharing System
Compatible Time-Sharing System (CTSS) was een besturingssysteem voor computers dat in 1961 werd ontwikkeld door MIT. Het was het eerste succesvolle besturingssysteem dat timesharing kon toepassen en tevens de voorloper van Multics. Laatstgenoemde was minder succesvol, maar heeft wel bijgedragen aan het begin van Unix.